# てんご堂我楽
てんご堂 我楽（てんごどう がらく、1963年6月5日 - ）は日本の落語家（上方噺家）、僧侶。兵庫県伊丹市出身。本名は久志 則行。元所属事務所は松竹芸能。血液型O型。
既婚、子供がいる。
川西市、西宮市、京都市などを経て日野町在住。

## 来歴・人物
1988年2月7日、笑福亭鶴瓶に入門。
2016年3月、鶴瓶の門下から離れフリーとなり、「てんご堂雅落（てんごどう がらく）」に改名。時期は不明だが、現在は表記を改め「てんご堂我楽」を名乗る。
古典落語だけではなく、交通安全落語や無線落語（一般のアマチュア無線家が構成）など、新たな落語に挑戦している。本人もアマチュア無線家であり、“ハムの噺家”として知られる。趣味はウォーキング、引越し。
兄弟子の笑福亭晃瓶のほっかほかラジオのファンで、携帯ラジオで毎日聴いている。2019年年末に浄土宗僧侶に就任したのを機に僧侶としての活動に比重を移している。

## 出演番組

### テレビ
- 週刊まちかど情報局（ベイ・コミュニケーションズ）
- ねっとわーく阪神（ベイ・コミュニケーションズ）
- 瓶太のあなたの町におじゃまします!（ベイ・コミュニケーションズ）

### ラジオ
- 大爆笑！ラジ関寄席（日曜 16:00 - 17:00、ラジオ関西）
- 瓶太・奈緒子のおしゃべりワールド（金曜15:00 - 18:55、エフエムあまがさき）三宅奈緒子
- 笑福亭瓶太の「まー！夜中の相談室」（土曜22:00 - 、エフエムあまがさき）